# Mikrozomalna epoksidna hidrolaza
Mikrozomalna epoksidna hidrolaza (EC 3.3.2.9, epoksidna hidrataza, mikrozomalno epoksidna hidrataza, epoksidna hidraza, mikrozomalno epoksidna hidraza, aren-oksidna hidrataza, benzo(a)piren-4,5-oksidna hidrataza, benzo(a)piren-4,5-epoksidna hidrataza, aril epoksidna hidraza, cis-epoksidna hidrolaza, mEH) je enzim sa sistematskim imenom cis-stilben-oksidna hidrolaza. Ovaj enzim katalizuje sledeću hemijsku reakciju
-stilben oksid + H2O {\displaystyle \rightleftharpoons } (+)-(1)-1,2-difeniletan-1,2-diol
Ovaj ključni hepatički enzim učestvuje u metabolizmu brojnih ksenobiotika, poput 1,3-butadien oksida, stiren oksida i policikličnnog aromatičnog ugljovodonika benzo[a]piren 4,5-oksida.

## Spoljašnje veze
- Microsomal+epoxide+hydrolase на 